# Rosemberg Pabón
Rosemberg Pabón Pabón (Cali, 1 de junio de 1947) es un político, politólogo, escritor y exguerrillero colombiano, miembro hasta 1990 del desmovilizado  Movimiento 19 de abril (M-19). Durante sus años en el M-19, Pabón era conocido con el alias de "Comandante Uno", siendo responsable de la Toma de la Embajada dominicana en Bogotá, en febrero de 1980. Una vez desmovilizado el M-19 hizo parte de la Asamblea Nacional Constituyente, por su movimiento ADM-19, que logró la creación de la Constitución de 1991.

## Biografía
Pabón es licenciado en Ciencias Sociales de la Universidad Santiago de Cali, se inició políticamente como líder estudiantil. Fue maestro de escuela en el Valle del Cauca. Se incorpora a finales de los años 70 al M-19.

### Militancia en el M-19
Pabón se hizo conocido a nivel nacional como el "Comandante Uno" y responsable del movimiento guerrillero M-19 en la Toma de la embajada de la República Dominicana en Bogotá en 1980. La toma finalizó con un viaje a Cuba para entregar a los secuestrados y Pabón se estableció en dicho país.

### Reintegro a la vida civil
En 1990 hizo parte de los acuerdos que permitieron la desmovilización del M-19 y la creación de la Alianza Democrática M-19, a nombre de la cual logró un escaño en la Asamblea Nacional Constituyente de 1991. Tras finalizar la labor constituyente, se mantuvo en la escena política como directivo de AD M-19 y en 1994 postuló al Senado infructuosamente.
En octubre de 1997 fue elegido alcalde de Yumbo para el periodo 1998-2000, convirtiéndose en uno de los mandatarios locales más destacados del país. En 2000 renunció meses antes de finalizar su mandato para postular a la Alcaldía de Cali, lo que resultó en un fracaso electoral.
En las elecciones parlamentarias de 2002 hizo parte de la lista de Antonio Navarro Wolff al Senado como tercer renglón, pero la lista solo consiguió dos curules, si bien Pabón tuvo la oportunidad de ejercer como senador en 2003 y 2004 supliendo a Navarro. En 2006 fue derrotado nuevamente como candidato al Senado, aunque en esta oportunidad, tras romper con la izquierda, postuló por el derechista Convergencia Ciudadana; tras su derrota se vinculó al gobierno de Álvaro Uribe como director del Departamento administrativo de Economía Solidaria, ahora Unidad Administrativa Especial de Organizaciones Solidarias. Pabón tiene una maestría en Ciencia Política de la Universidad de los Andes. En 2019 fue condenado por el Consejo de Estado al pago de una indemnización por despido injustificado.